# 鼻烟

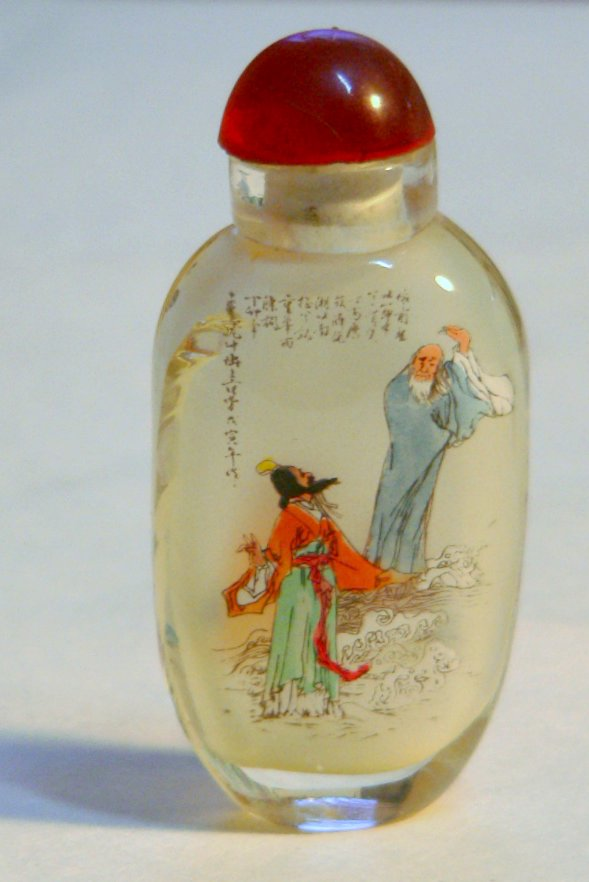
玻璃鼻煙壺

鼻烟（英語：Snuff），一種無煙菸草製品。把烟草研磨成极细的粉末，以嗅聞的方式吸取進入鼻腔，經由鼻腔吸收其中的尼古丁成份。其中可以加入麝香等药材，或用花卉等提炼。烟味分五种：膻、糊、酸、豆、苦。因为鼻烟放在鼻烟壶里容易发酵，所以一般把它用蜡密封几年乃至几十年才开始出售。

## 歷史
鼻烟起源于美洲，1503年，西班牙修道士帕尼随同哥伦布第二次到美洲探险，发现了印第安人的奇特习俗———吸闻鼻烟，鼻烟由此被带回欧洲并于17世纪盛行起来。
鼻烟传入中国是在明代隆庆年间，有四百多年的历史。据清朝赵之谦《勇庐闲诘》中提及，明万历九年（1581年），意大利传教士利玛窦携带鼻烟、自鸣钟、万国图等贡礼，进行传教活动，后进贡给皇帝，但从现存明代宫廷档案“利玛窦所献方物”的名单中未见鼻烟的记载。刚传入时中文称为称“士拿乎”、“士那富”、“西腊”、“布露辉卢”、“科伦士拿乎”等，均为外来语译音。到了雍正年间，雍正皇帝根据鼻烟是用鼻子来闻的特点，把“士那乎”命名为“鼻烟”，至此，鼻烟开始有了中国名字。鼻烟传入宫中后，随着皇帝赏赐给大臣们鼻烟以及鼻烟壶，开始向上流社会流入。
由于早期的鼻烟均为德国、西班牙、法国和泰国生产的制品（尤以德国为多），价格昂贵，所以只有官僚及贵族等上层社会才有能力购买。清道光年间五口通商后，广州有商行利用国产的烟叶原料仿制进口鼻烟，自此，鼻烟开始在社会上普及起来。到了晚清末年，鼻烟慢慢被旱烟、水烟、纸烟代替，最终被社会淘汰。

## 今日鼻煙
更多收藏家喜歡收藏鼻烟壶。蒙古人是一個例外，在蒙古，還有很多人有吸闻鼻烟的習慣。蒙古國副議長丹增·倫代姜燦每次舉行記者招待會，總會拿出淺綠色的鼻煙壺，特色十足。

## 健康危害
一些鼻烟厂商宣传鼻烟治疗多种疾病，且无任何危害。事实上这是错误的。流行病學顯示危害低於香菸，但仍無法確定。使用鼻烟對社會危害確實比吸纸烟低，但仍然对人弊大于利。
最早对烟草的危害做临床研究的医生之一是伦敦的约翰·希尔。他在1759年发表论文警告不要过度使用鼻烟。虽然他没有说鼻烟是导致鼻癌的绝对因素，但是他可以肯定鼻烟至少是致癌因素之一。
鼻煙不經過燃燒，不会把焦油等物质带入人的肺，不像纸烟一样增加人的肺癌的发病率，也不會造成二手煙危害他人。但是使用鼻烟一样会上瘾，从而使使用者在没有鼻烟的情况下精神不振。同时鼻烟会增加人罹患鼻癌的机会。

## 外部連結
- 古月軒鼻煙壺:介紹各種不同鼻煙壺及其鑑定方法